# Twicetagram
Twicetagram (estilizado como twicetagram) es el primer álbum de estudio del grupo de chicas surcoreano Twice. Fue lanzado el 30 de octubre de 2017 por JYP Entertainment y distribuido por Genie Music. El nombre Twicetagram es el mismo que el nombre de usuario de la cuenta de Instagram oficial de Twice que abrieron en julio de 2015.

## Antecedentes y lanzamiento
A principios de septiembre de 2017, se reveló que Twice filmó un nuevo video musical en Canadá. El 25 de septiembre, JYP Entertainment confirmó que el grupo lanzaría un nuevo álbum coreano a fines de octubre, aunque la fecha exacta aún no estaba decidida. El 15 de octubre, se mostró un avance sorpresa para el próximo álbum a los fanes durante el segundo día de la reunión de fanes de dos días del grupo, una conmemoración del segundo aniversario de su debut. Se anunció oficialmente al día siguiente que el regreso estaba programado para el 30 de octubre con el primer álbum de Twice llamado Twicetagram, un álbum inspirado en los medios sociales, y su canción titulada «Likey». Cuatro días más tarde, el primer teaser imagen se subió en línea con las miembros que parecen estar disfrutando de una fiesta en un lugar lleno de globos.
El 20 de octubre, el segundo aniversario de Twice, las miembros se reunieron en un solo lugar y aparecieron en una transmisión en vivo a través de Naver V Live para celebrar el día con los fanes. Las miembros revelaron los detalles del álbum. Según ellas, Twicetagram contiene trece canciones y participaron en la composición de canciones. Además, Twice dio a conocer un adelanto de dos canciones del álbum tituladas «Turtle» (거북이) y «You In My Heart» (널 내게 담아) y la parte de narración de la miembro Sana en una pista no revelada.

## Promoción
El 10 de octubre de 2017, se anunció que Twice filmaría un episodio de Weekly Idol como el inicio de sus actividades a gran escala para el álbum.

## Lista de canciones
| twicetagram |                                                       |                                               |                                               |                                               |          |  |
| N.º         | Título                                                | Letras                                        | Música                                        | Arreglos                                      | Duración |  |
| 1.          | «Likey»                                               | Black Eyed Pilseung · Jeon Gun                | Black Eyed Pilseung · Jeon Gun                | Rado                                          | 3:27     |  |
| 2.          | «Turtle» (거북이; Geobugi)                            | Jeong Ho-hyun (e.one)                         | Jeong Ho-hyun (e.one)                         | Jeong Ho-hyun (e.one)                         | 3:18     |  |
| 3.          | «Missing U»                                           | earattack · Dahyun · Chaeyoung                | earattack                                     | earattack · Yooki                             | 2:59     |  |
| 4.          | «Wow»                                                 | Mafly · Ponde · Lee Mi-so · Kako              | Pop Time · Kriz                               | Pop Time                                      | 3:00     |  |
| 5.          | «FFW»                                                 | Kiggen · Assbrass                             | Reign Write · NAOtheLAIZA                     | NAOtheLAIZA                                   | 3:45     |  |
| 6.          | «Ding Dong»                                           | Jowul                                         | Risto Asikainen · Antti Hynninen              | Antti Hynninen                                | 3:32     |  |
| 7.          | «24/7»                                                | Nayeon · Jihyo                                | Daniel Caesar · Ludwig Lindell · Cazzi Opeia  | Caesar & Loui                                 | 3:35     |  |
| 8.          | «Look At Me» (날 바라바라봐; Nal Barabarabwa)         | Frants · Hyerim                               | Frants · Hyerim                               | Frants                                        | 3:13     |  |
| 9.          | «Rollin'»                                             | earattack · Yooki                             | earattack · Fox Stevenson                     | Fox Stevenson · earattack                     | 3:10     |  |
| 10.         | «Love Line»                                           | Jeongyeon                                     | Darren Smith · Tammy Infusino                 | Darren "Baby Dee Beats" Smith                 | 3:16     |  |
| 11.         | «Don't Give Up» (힘내!; Himnae!)                      | Chaeyoung                                     | Chris Wahle · Thomas Harsem · Andreas Ohrn    | Chris Wahle                                   | 2:58     |  |
| 12.         | «You In My Heart» (널 내게 담아; Neol Naege Dama)     | Jeong Ho-hyun (e.one) · Choi Hyun-jun (e.one) | Jeong Ho-hyun (e.one) · Choi Hyun-jun (e.one) | Jeong Ho-hyun (e.one) · Choi Hyun-jun (e.one) | 3:28     |  |
| 13.         | «Jaljayo Good Night» (잘자요 굿나잇; Jaljayo Gunnait) | Kevin Oppa (mr. cho)                          | Kevin Oppa (mr. cho)                          | kevin Oppa (mr. cho)                          | 4:22     |  |
| 44:03       |                                                       |                                               |                                               |                                               |          |  |

## Historial de lanzamiento
| País          | Fecha                 | Formato          | Discográfica                   |
| ------------- | --------------------- | ---------------- | ------------------------------ |
| Global        | 30 de octubre de 2017 | Descarga digital | JYP Entertainment, Genie Music |
| Corea del Sur | 30 de octubre de 2017 | CD               | JYP Entertainment, Genie Music |